# Miles Fink-Debray
Miles Fink-Debray (1988) è un ex sciatore alpino statunitense.

## Biografia
Attivo in gare FIS dall'agosto del 2003, in Nor-Am Cup Fink-Debray esordì il 6 dicembre 2004 a Beaver Creek in slalom gigante, senza completare la prova, conquistò due podi, entrambi ad Aspen il 21 febbraio 2010 (vittoria in supergigante e 3º posto in supercombinata) e prese per l'ultima volta il via il 14 febbraio 2012 ad Aspen in discesa libera (21º). Si ritirò al termine della stagione 2011-2012 e la sua ultima gara fu uno slalom gigante FIS disputato l'11 aprile a Mission Ridge, non completato da Fink-Debray; in carriera non debuttò in Coppa del Mondo né prese parte a rassegne olimpiche o iridate.

## Palmarès

### Nor-Am Cup
- Miglior piazzamento in classifica generale: 24º nel 2010
- 2 podi:
  - 1 vittorie
  - 1 terzo posto

#### Nor-Am Cup - vittorie
| Data             | Località | Paese       | Specialità |
| ---------------- | -------- | ----------- | ---------- |
| 21 febbraio 2010 | Aspen    | Stati Uniti | SG         |

Legenda:

SG = supergigante